# Tshibinda
El Tshibinda és un volcà situat a l'extrem sud-oest del Llac Kivu, a la República Democràtica del Congo, prop de la frontera del Congo i Ruanda. Està format per tres cons de cendra i diversos fluxos de lava.